# Tumores del apéndice cecal
Los tumores del apéndice cecal son tumores poco frecuentes que se localizan en el apéndice vermiforme del colon. Se diagnostica un tumor apendicular primario en 0.9 a 0.14% de las apendicectomías. Pueden ser tumores benignos o malignos (cáncer de apéndice). Los benignos tienen crecimiento lento, no son invasivos y no se diseminan a distancia mediante metástasis, se catalogan como neoplasias epiteliales benignas no carcinoides (NEBNC) del apéndice cecal y corresponden a neoplasias mucinosas de bajo grado, mucoceles y adenomas tubulares. Los malignos son de crecimiento más rápido, tienen carácter invasivo y pueden diseminarse mediante metástasis, los más frecuentes son el tumor carcinoide y el carcinoma, el grado de malignidad es variable según el tipo histológico, los tumores carcinoides del apéndice o tumores neuroendocrinos pueden tener un comportamiento benigno, maligno o intermedio. 
 

## Epidemiología
El tumor de apéndice cecal más frecuente es el carcinoide que representa el 50% de los casos.  Según un estudio de la Nacional Cáncer Institutos Surveillance, Epidermiology and End Results’’ se identificó desde el punto de vista histológico el adenocarcinoma musinos como el más frecuente (38% de los casos), seguido del adenocarcinoma (26%), carcinoide (17%), carcinoma de células caliciformes (15%) y carcinoma de células en anillo en sello (4%). 

## Tipos de tumores

### Adenoma
El adenoma es un tumor benigno que aparece con poca frecuencia en el apéndice, probablemente por la pequeña superficie de mucosa que presenta el órgano. Pueden ser pequeños y pediculados, similares a los pólipos adenomatosos benignos que se detectan habitualmente en la mucosa del colon, en otras ocasiones se distribuye en forma difusa a lo largo de la mucosa y producen una sustancia denominada mucina que tiende a acumularse en la luz del órgano provocando la aparición de un mucocele apendicular.

### Tumor carcinoide
El hallazgo de una masa bulbar, amarilla y dura en el apéndice debe de despertar sospechas de un carcinoide apendicular. El apéndice es uno de los sitios más comunes de donde se localiza el carcinoide gastrointestinal. Los síntomas del tumor carcinoide son raros aunque pueden provocar una obstrucción de la luz intestinal en forma muy parecida a un fecalito y provocar una apendicitis aguda. Casi todos los carcinoides se hallan en la punta del apéndice. El potencial de malignidad se relaciona con el tamaño y los tumores menores de 1cm rara vez se extienden fuera del apéndice o adyacentes a la masa. El tamaño promedio de los tumores carcinoides es 2.5cm, casi siempre se manifiestan con una enfermedad localizada.
Las metástasis ganglionares son muy infrecuentes y la diseminación a distancia es excepcional. (5)

### Adenocarcinoma
El adenocarcinoma primario de apéndice es una neoplasia rara de tres subtipos histológicos principales: Adenocarcinoma mucinoide, adenocarcinoma de colon y adenocarcinoide. La forma más común de presentación del carcinoma es una apendicitis aguda, los pacientes también pueden presentar ascitis o una masa palpable.
Los adenocarcinomas muestran una propensión a perforarse en fases tempranas. La supervivencia a 5 años es de 55% y varía con la etapa y el grado.

### Mucocele
Un mucocele apendicular da lugar al crecimiento progresivo del apéndice por acumulación intraluminal de una sustancia mucoide. El mucocele se puede producir por 4 procesos: Quiste de retención, hiperplasia mucosa, cistadenoma y cistadenocarcinoma.
El cuadro clínico es inespecífico, muchas veces es un hallazgo incidental la operación de apendicitis aguda. El mucocele intacto no representa un riesgo para el paciente, pero ocurre lo contrario si es mucocele se rompe y las células epiteliales se escapan hacia la cavidad peritoneal.

### Seudomixoma peritoneal
Es un trastorno raro en el que acumulaciones difusas de líquido gelatinoso se acompañan de implantes mucinosos en las superficies peritoneales y el epiplón. Es 2 a 3 veces más común en las mujeres. Las personas con seudomixoma sufren dolor, distensión o una masa abdominal. El seudomixoma primario no provoca disfunción de órganos abdominales, sin embargo, es posible observar obstrucción ureteral y del retorno venoso. 
El seudomixoma es una lesión que progresa despacio y cuyas recurrencias pueden tardar años en desarrollarse o causar síntomas. Las metástasis ganglionares y distantes son infrecuentes. 

### Linfoma
La frecuencia del linfoma primario de apéndice varía de 1 a 3% de los linfomas gastrointestinales, aparece en la forma de una apendicitis aguda y rara vez se sospecha antes de la cirugía. Un diámetro apendicular mayor a 2,5cm o engrosamiento del tejido blando circundante deben de llevar a sospechar de un linfoma apendicular.

## Tratamiento
Dependiendo de las características del tumor se realiza intervención quirúrgica más o menos amplia para su extirpación, por ejemplo hemicolectomía derecha. En los cistadenocarcinomas mucinosos puede realizarze la extracción quirúrgica de la mayor cantidad posible del tumor (citorreducción) y quimioterapia intraperitoneal.